# A Formula–1 rajtszámainak listája
Az alábbi lap a Formula–1 autóverseny-sorozatban használt rajtszámok listáját tartalmazza.

## Történelmi áttekintés
1973 előtt ad hoc jelleggel osztották ki a rajtszámokat, amelyek akár versenyek között is cserélődhettek (a legnagyobb kiadott szám 136 volt, melyet Rudolf Krause használt egy 1954-es versenyen). Az 1973-as szezonban megindult egyfajta egységesítés, törekedtek arra, hogy a csapattársak egymást követő számokat kapjanak, a szezon ötödik futamától pedig állandósították is a rajtszámokat. 1974-től minden csapatnak két egymást követő, állandó számot osztottak ki, melyeket minden következő évre megtartottak – kivéve azt a csapatot, amelyiknél a regnáló világbajnok volt; ez a csapat az 1-es és 2-es rajtszámokat kapta meg az új évre (ha a bajnok elhagyta a Formula 1-et, az 1-es rajtszámot nem osztották ki – pl. ezért versenyzett 1994-ben Damon Hill 0-s rajtszámmal). 1996-tól módosítottak a szabályon: a csapatok minden évben új rajtszámokat kaptak az előző évi teljesítményüktől függően. Kivételt jelentett az 1-es és 2-es rajtszám, amely továbbra is a címvédő versenyzőnek és csapattársának járt, függetlenül attól, hogy hova szerződött. A 13-as számot nem osztották ki.

## 2014-től
A 2014-es Formula–1-es világbajnokság kezdetével vezették be az állandó versenyzői rajtszámokat. Minden versenyző, aki belép a bajnokságba, választhat magának egy számot, mely egész karrierje során elkíséri, feltéve, hogy folyamatosan részt vesz a versenyeken, és nincs legalább két év kimaradása. Ily módon például annak a versenyzőnek, aki 2016-ban szállt ki a Formula–1-ből, a rajtszámát 2019-ben újra kioszthatják. A példa alóli kivétel Jenson Button, aki mivel egy nagydíjhétvégén részt vett 2017-ben, ezért nála a két év onnantól kezdve számít. A 28-as rajtszám esetében, amelyet Will Stevens 2015-ben használt, nem várták ki teljesen a két évet: miután Stevens 2016-ban és a 2017-es szezon addigi futamain nem állt rajthoz, Brendon Hartley a 2017-es mexikói nagydíjon (amivel együtt három futam volt hátra az idényből) megkaphatta a számot.
Abban az esetben, ha egy versenyző csak a szabadedzések idejére ül autóba, illetve egyetlen futamon helyettesít egy másik pilótát, ideiglenes rajtszámot kap. Ilyen például a 36-os (Antonio Giovinazzi), a 40-es (Paul Di Resta), a 45-ös (André Lotterer), a 46-os (Will Stevens) és a 47-es (Stoffel Vandoorne). Erre a célra eredetileg két-két egymást követő számot biztosítottak a csapatok számára azok közül, amelyeket egyetlen versenyző sem választott állandó rajtszámként. Azóta egy részüket már választotta egy-egy versenyző, míg mások felszabadultak az adott csapat megszűnése folytán.
Az 1-es rajtszám a mindenkori regnáló világbajnok számára van fenntartva, de választása nem kötelező. 2022 óta Max Verstappen használja.
A 17-es rajtszám Jules Bianchi halála után vissza lett vonultatva, azt többé egy versenyző sem választhatja.

### Rajtszámok
| #         | Pilóta             | Jelenlegi csapat | Első használat | Utolsó használat | Elérhető-e új versenyzőnek |
| --------- | ------------------ | ---------------- | -------------- | ---------------- | -------------------------- |
| 1         | Sebastian Vettel   | N/A              | 2014           | 2014             | Nem                        |
| 1         | Max Verstappen     | Red Bull         | 2022           | 2023             | Nem                        |
| 2         | Stoffel Vandoorne  | N/A              | 2014           | 2014             | Nem                        |
| 2         | Logan Sargeant     | N/A              | 2023           | 2023             | Nem                        |
| 3         | Daniel Ricciardo   | AlphaTauri       | 2014           | 2023             | Nem                        |
| 4         | Max Chilton        | N/A              | 2014           | 2014             | Nem                        |
| 4         | Lando Norris       | McLaren          | 2019           | 2023             | Nem                        |
| 5         | Sebastian Vettel   | N/A              | 2015           | 2022             | Nem                        |
| 6         | Nico Rosberg       | N/A              | 2014           | 2016             | Nem                        |
| 6         | Nicholas Latifi    | N/A              | 2020           | 2022             | Nem                        |
| 7         | Kimi Räikkönen     | N/A              | 2014           | 2021             | Nem                        |
| 8         | Romain Grosjean    | N/A              | 2014           | 2020             | Igen                       |
| 9         | Marcus Ericsson    | N/A              | 2014           | 2018             | Nem                        |
| 9         | Nyikita Mazepin    | N/A              | 2021           | 2021             | Nem                        |
| 10        | Kobajasi Kamui     | N/A              | 2014           | 2014             | Nem                        |
| 10        | Pierre Gasly       | Alpine           | 2017           | 2023             | Nem                        |
| 11        | Sergio Pérez       | Red Bull         | 2014           | 2023             | Nem                        |
| 12        | Felipe Nasr        | N/A              | 2015           | 2016             | Igen                       |
| 13        | Pastor Maldonado   | N/A              | 2014           | 2015             | Igen                       |
| 14        | Fernando Alonso    | Aston Martin     | 2014           | 2023             | Nem                        |
| 16        | Charles Leclerc    | Ferrari          | 2018           | 2023             | Nem                        |
| 17        | Jules Bianchi      | N/A              | 2014           | 2014             | Nem használható            |
| 18        | Lance Stroll       | Aston Martin     | 2017           | 2023             | Nem                        |
| 19        | Felipe Massa       | N/A              | 2014           | 2017             | Igen                       |
| 20        | Kevin Magnussen    | Haas             | 2014           | 2023             | Nem                        |
| 21        | Esteban Gutiérrez  | N/A              | 2014           | 2016             | Nem                        |
| 21        | Nyck de Vries      | AlphaTauri       | 2023           | 2023             | Nem                        |
| 22        | Jenson Button      | N/A              | 2014           | 2017             | Nem                        |
| 22        | Cunoda Júki        | AlphaTauri       | 2021           | 2023             | Nem                        |
| 23        | Alexander Albon    | Williams         | 2019           | 2023             | Nem                        |
| 24        | Csou Kuan-jü       | Alfa Romeo       | 2022           | 2023             | Nem                        |
| 25        | Jean-Éric Vergne   | N/A              | 2014           | 2014             | Igen                       |
| 26        | Danyiil Kvjat      | N/A              | 2014           | 2020             | Nem                        |
| 27        | Nico Hülkenberg    | Haas             | 2014           | 2023             | Nem                        |
| 28        | Will Stevens       | N/A              | 2015           | 2015             | Igen                       |
| 28        | Brendon Hartley    | N/A              | 2017           | 2018             | Igen                       |
| 30        | Jolyon Palmer      | N/A              | 2016           | 2017             | Igen                       |
| 31        | Esteban Ocon       | Alpine           | 2016           | 2023             | Nem                        |
| 33        | Max Verstappen     | Red Bull         | 2015           | 2021             | Nem                        |
| 35        | Szergej Szirotkin  | N/A              | 2018           | 2018             | Igen                       |
| 36        | Antonio Giovinazzi | N/A              | 2017           | 2017             | Igen                       |
| 39        | Brendon Hartley    | N/A              | 2017           | 2017             | Igen                       |
| 40        | Paul di Resta      | N/A              | 2017           | 2017             | Nem                        |
| 40        | Liam Lawson        | AlphaTauri       | 2023           | 2023             | Nem                        |
| 44        | Lewis Hamilton     | Mercedes         | 2014           | 2023             | Nem                        |
| 45        | André Lotterer     | N/A              | 2014           | 2014             | Nem                        |
| 45        | Nyck de Vries      | AlphaTauri       | 2022           | 2022             | Nem                        |
| 46        | Will Stevens       | N/A              | 2014           | 2014             | Igen                       |
| 47        | Stoffel Vandoorne  | N/A              | 2016           | 2016             | Nem                        |
| 47        | Mick Schumacher    | N/A              | 2021           | 2022             | Nem                        |
| 51        | Pietro Fittipaldi  | N/A              | 2020           | 2020             | Igen                       |
| 53        | Alexander Rossi    | N/A              | 2015           | 2015             | Igen                       |
| 55        | Carlos Sainz       | Ferrari          | 2015           | 2023             | Nem                        |
| 63        | George Russell     | Mercedes         | 2019           | 2023             | Nem                        |
| 77        | Valtteri Bottas    | Alfa Romeo       | 2014           | 2023             | Nem                        |
| 81        | Oscar Piastri      | McLaren          | 2023           | 2023             | Nem                        |
| 88        | Rio Haryanto       | N/A              | 2016           | 2016             | Nem                        |
| 88        | Robert Kubica      | N/A              | 2019           | 2021             | Nem                        |
| 89        | Jack Aitken        | N/A              | 2020           | 2020             | Nem                        |
| 94        | Pascal Wehrlein    | N/A              | 2016           | 2017             | Igen                       |
| 98        | Roberto Merhi      | N/A              | 2015           | 2015             | Igen                       |
| 99        | Adrian Sutil       | N/A              | 2014           | 2014             | Nem                        |
| 99        | Antonio Giovinazzi | N/A              | 2019           | 2021             | Nem                        |
| Források: |                    |                  |                |                  |                            |

## Fordítás
Ez a szócikk részben vagy egészben  a   List of Formula One driver numbers című angol Wikipédia-szócikk fordításán alapul.  Az eredeti cikk szerkesztőit annak laptörténete sorolja fel. Ez a jelzés csupán a megfogalmazás eredetét és a szerzői jogokat jelzi, nem szolgál a cikkben szereplő információk forrásmegjelöléseként.